# هواجس عابرة (مسلسل)
هواجس عابرة هو مسلسل سوري من إخراج مهند قطيش وتأليف مهند قطيش حسن مصطفى إنتاج شركة حاتم للإنتاج الفني 2018.

## الممثلين والشخصيات
| اسم الممثل     | اسم الشخصية في المسلسل | البلد |
| -------------- | ---------------------- | ----- |
| أحمد الأحمد    | يزن                    | سوريا |
| كاريس بشار     | أروى                   | سوريا |
| محمد حداقي     | أمين                   | سوريا |
| ندين تحسين بيك | عبير                   | سوريا |
| ريم زينو       | رحمة                   | سوريا |
| خالد القيش     | جمال                   | سوريا |
| سوسن أبو عفار  | أنسام                  | سوريا |
| جرجس جبارة     | سلام                   | سوريا |
| فادي صبيح      | الدكتور عماد           | سوريا |
| طلال مارديني   | نزار                   | سوريا |
| جيني أسبر      | جي جي                  | سوريا |
| فوزي بشارة     | عبد اللطيف             | سوريا |
| روبين عيسى     | ناهد                   | سوريا |
| علي كريم       |                        | سوريا |
| جمال العلي     |                        | سوريا |
| أحمد حلاق      |                        | سوريا |
| سناء سواح      |                        | سوريا |
| نور صعب        | نور                    | لبنان |
| خلود عيسى      |                        | سوريا |
| أندريه سكاف    | الكينغ                 | سوريا |
| كنان العشعوش   |                        | سوريا |

## وصلات خارجية
- هواجس عابرة مسلسل 2017
- هواجس عابرة (2018) سينما.كوم
- مسلسل «هواجس عابرة» يدخل السباق الرمضاني بعد انتهاء أزمته الإنتاجية